# Glückauf

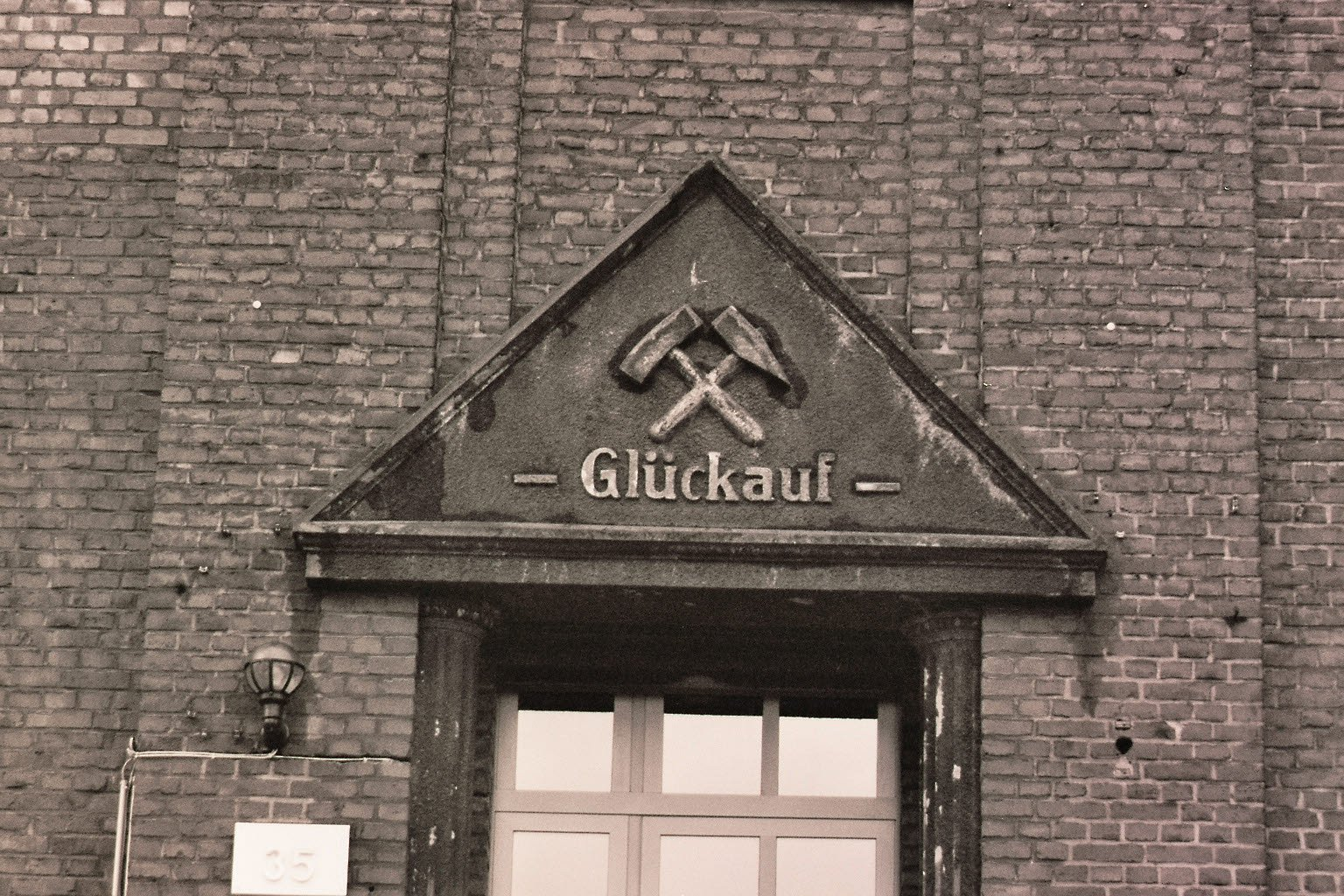
Bergmannsgruß Glückauf với cái chày và cái cuốc trên cổng một tòa nhà hầm mỏ cũ ở phía nam của Ruhrgebiet

„Glück Auf“: Khẩu hiệu trong huy hiệu một thành phố hầm mỏ Tsumeb, Namibia

Glückauf (còn được viết là Glück Auf; hay tiếng chào „Glück auf!“) là một câu chào, câu chúc tiếng Đức của những người làm việc hầm mỏ. Nó diễn tả hy vọng của họ là sẽ đào được một đường hầm (viết tắt cho câu " Chúc bạn nhiều may mắn (Glück) trong việc đào được một hầm mới), bởi vì khi đào mỏ, không thể chắc chắn là việc làm sẽ đưa tới kết quả tốt. Ngoài ra, lời chào này cũng bày tỏ lời chúc là được mạnh khỏe khi ra khỏi hầm.

## Lịch sử
Lời chúc này đã được viết trước năm 1700 trong bản nhạc xưa về người hầm mỏ Glück Auf, der Steiger kommt và trở thành nhạc dân gian.
Những hầm mỏ như Zeche Glückauf-Tiefbau, Zeche Glückauf Barmen hay Zeche Glückaufsegen cũng được đặt tên theo lời chúc này.
Ít nhất là từ 1890 cũng được dùng bởi các nhà nghiên cứu hang động và vẫn phổ biến cho tới bây giờ. Nhất là khi họ bắt đầu leo xuống hang.

## Các tiếng khác

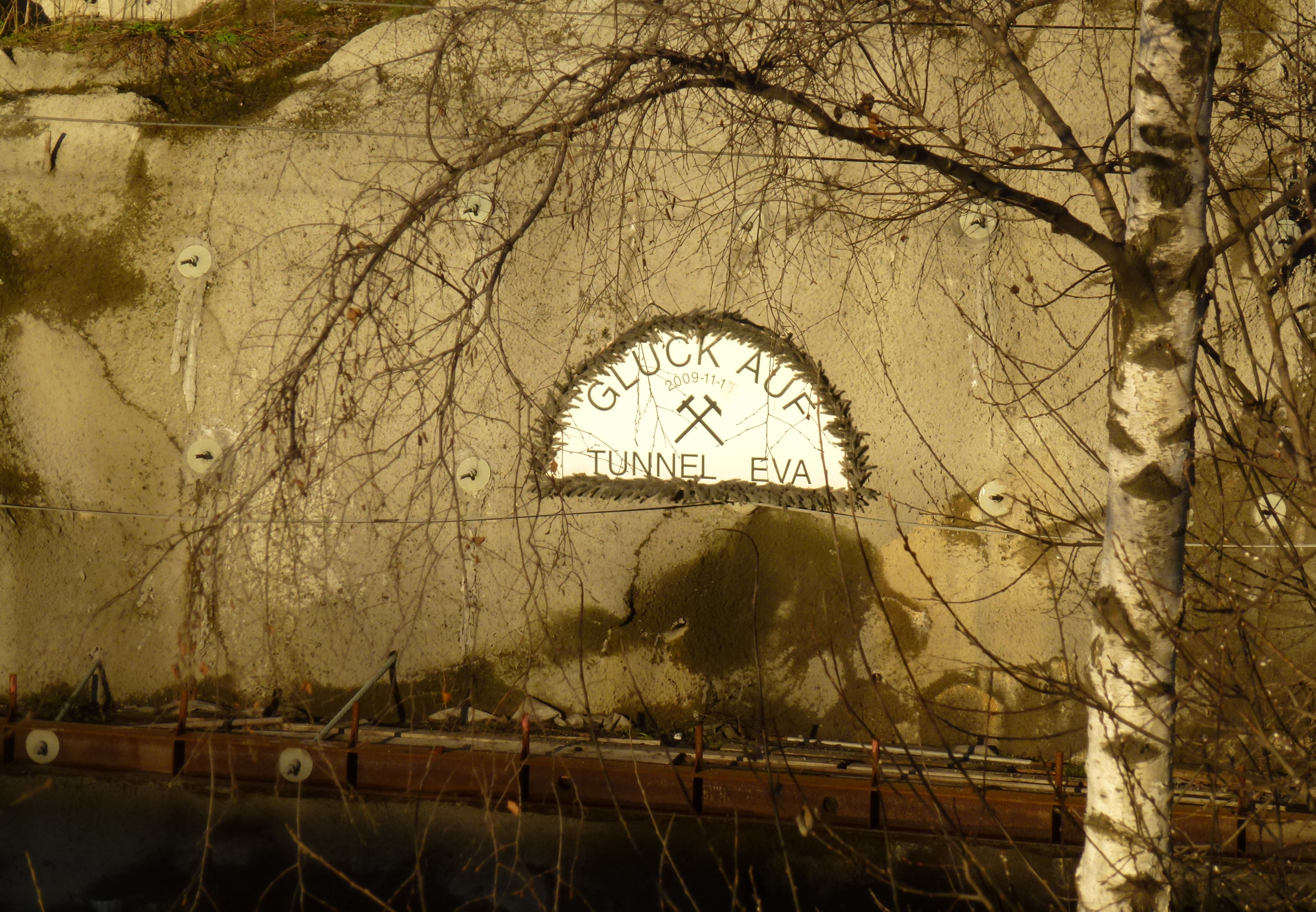
„Glück auf“ tại một đường hầm Citybanan ở Stockholm.

- tiếng Anh: Good luck![3]
- tiếng Ba Lan: szczęść Boże[4]
- tiếng Romanie: Noroc bun
- tiếng slowak: Zdar boh
- slowenisch: Srečno!
- tiếng Séc: Zdařbůh
- tiếng Hungary: Jó szerencsét!
- tiếng Nga: счастливо на-гора! (Stschastliwo na-gora!)
- tiếng Serbia: Срећно! (Srećno!)
- tiếng Thụy Điển: Lycka till!